# Giovanni Galli
Giovanni Galli, född 24 april 1958 i Pisa är en italiensk före detta fotbollsmålvakt, numer politiker.
Under sin professionella karriär spelade han 496 matcher i Serie A, huvudsakligen med ACF Fiorentina (nio säsonger) och AC Milan (fyra säsonger). Med de senare vann hann sex större titlar.
Som landslagsspelare deltog han med Italien i två VM.

## Klubbkarriär
Galli började sin professionella karriär i ACF Fiorentina, som han spelade för i nio säsonger. Säsongen 1986/1987 gick han över till AC Milan och var lagets förstemålvakt under tre av sina fyra säsonger och var med i startelvan i lagets spel i Europacupen 1989 och 1990.
När Sebastiano Rossi skrev på för Milan sommaren 1990, gick den då 32-årige Galli över till SSC Napoli, hans tre år i laget inleddes med seger i italienska supercupen.
Galli slutade 38 år gammal som spelare efter en kortare tid i Serie B för AS Lucchese Libertas.
I december 2007 tillträdde han som sportdirektör för Hellas Verona FC, men lämnade posten efter två månader.

## Internationell karriär
Galli var uttagen i det italienska landslaget vid EM 1980 och VM 1982, men spelade ingen match. Hans landslagsdebut skedde i en vänskapsmatch mot Grekland den 5 oktober 1983. Under VM 1986 var han med i startelvan då Italien slogs ut av Frankrike i åttondelsfinalen.